# 斯科舍島弧

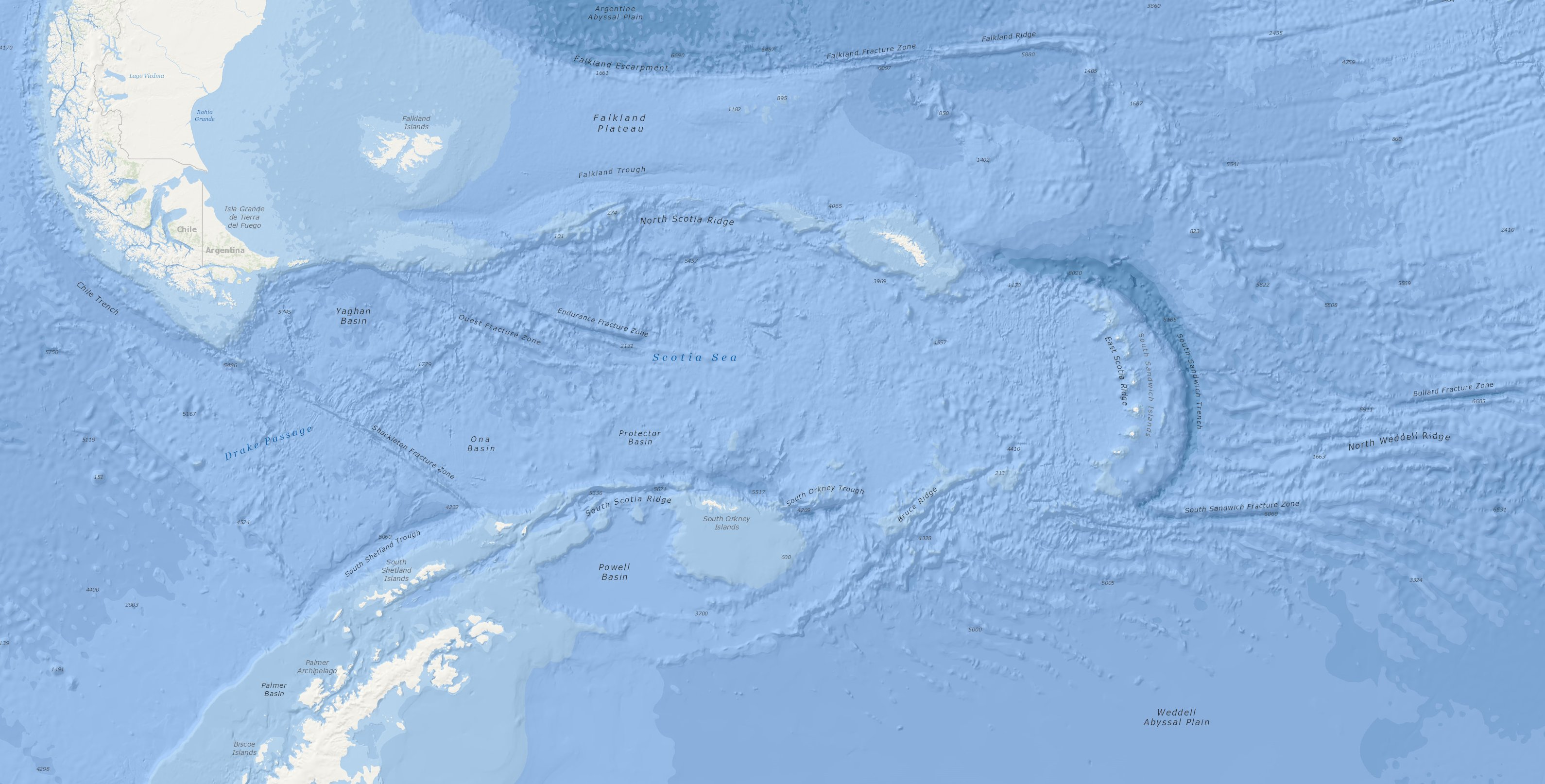
斯科舍島弧的水深

斯科舍島弧（Scotia Arc），或名南安地列斯島弧（Southern Antilles），是一個島弧系統，环抱着斯科舍板块与南桑威奇板块，形成了斯科舍海的北、東及南邊界。岛弧全长约4,350公里，是太平洋之外少数几个岛弧之一。

## 范围
島弧北部边界为北斯科舍海岭（North Scotia Ridge），又名南安的列斯海岭（Southern Antilles），从西到东为：艾斯塔多島，伯德伍德浅滩，戴维斯浅滩，奥罗拉浅滩，沙格岩（Shag Rocks），克拉克石群（Clerke Rocks），南喬治亞島等。以马尔维纳斯左行走滑断层与南美板块分开。
岛弧东部边界为多山的大西洋南部火山岛群，包括南奧克尼群島、南桑威奇群島以及相伴的南桑威奇海沟（在构造上海沟是岛弧的一部分）。
岛弧南部边界为，以南斯科舍海脊（South Scotia Ridge）右行走滑断层与南极洲板块分开。自东向西为赫德曼浅滩，发现浅滩，布鲁斯浅滩，皮里浅滩，简氏浅滩，南奥克尼群岛，克拉伦斯岛，象岛。布兰斯菲尔德海峡把岛弧的南设得兰群岛与南极半岛分开。

## 历史
在中生代开始发育。形态和生成方式都与加勒比板块相似，是由于南美板块与南极洲板块作反方向运动时拖曳而成的，安第斯—科迪勒拉正是通过斯科舍板块的转换在南极半岛上再现的。
岛弧形成于曾是南美与南极大陆之间的陆桥的微大陆（continental fragment），也是安第斯俯冲带的边缘。祖先岛弧作为一个独立的隐没系统（subduction system），破坏了这个陆桥并通过东向的弧后盆地形成了斯科舍海。
由于打破了南美大陆与南极大陆之间的陆桥，从而沟通了太平洋与大西洋水体的联系，形成了南极绕极流，封闭了南极大陆与低纬度的水汽交换，迅速冷化了南极大陆，形成南极冰盖，彻底改变了全球海水升降与全球气候。
中侏罗纪南美大陆的加速西移导致了火地群岛、安第斯山脉的构造抬升并孕育了相邻的北斯科舍海岭并触发了南斯科舍微大陆（South Georgia microcontinent）从今火地岛的位置向它当今位置的移动。晚侏罗纪，南美大陆开始相对南极大陆西移。
晚侏罗纪到渐新世（90-30 Ma）这一地区改变很少，除了陆桥太平洋边缘的菲尼克斯板块隐没。
晚古新世到早始新世（55 Ma）西侧太平洋板块向南极半岛之下持续的俯冲，形成的弧后裂谷盆地导致南美大陆与南极大陆分开，南斯科舍海与南斯科舍洋岭形成。西斯科舍海的扩张导致了北斯科舍海岭延长与南乔治亚岛向东移动。再加上东侧新生代以来威德尔海向斯科舍地区俯冲带的后撤,导致南极半岛发生近东西向的伸展作用，最终导致了南奥克尼微地块（South Orkney microcontinen）从南极半岛断裂下来，南斯科舍洋岭彻底形成。最终在早渐新世末期-早中新世期间发生海底扩张作用.南奥克尼微地块一侧的东部陆缘与南极半岛一侧的西部陆缘表现为被动陆缘特征,为共轭陆缘。其南北两侧陆缘则表现为走滑-拉张特征。
南斯科舍海岭附近的浅滩是大陆地壳，在40-30 Ma断裂形成。中斯科舍海北部的浅滩是在分开南美与南极大陆的扩张性洋底由火山喷发形成。
西斯科舍海底扩张持续到6.6-5.9 Ma。在斯科舍海东部与中部，最古老的火山活动，作为火山弧初始的信号，定年到28.5 Ma。南桑威奇群岛弧前产生于现今中斯科舍海的位置，随着东斯科舍海弧后扩张中心即东斯科舍洋脊（East Scotia Ridge）而不断东移。南乔治亚岛的东移在9 Ma碰撞到东北乔治亚隆起大火成岩省时停止。东斯科舍海扩张中心把古老的南桑德维奇岛弧分开，在中斯科舍海留下了残留岛弧。碰撞在南乔治亚岛生产了崎岖的高达3,000米（9,800英尺）的阿勒代斯山脉 比火地群岛的纳瓦里诺岛上同源岩层高出三倍。
斯科舍岛弧形成机制，按照阿尔瓦雷斯 1982的观点是从太平洋到大西洋的熔岩返流。